# Mercedes F1 W03
De Mercedes F1 W03 is een Formule 1-auto, die in 2012 wordt gebruikt door het Formule 1-team van Mercedes GP.

## Onthulling
De F1 W03 werd op 21 februari 2012 onthuld op het Circuit de Catalunya. De racecoureurs van dat jaar waren Michael Schumacher en Nico Rosberg.

## Technisch
| Details   | Details                        |
| --------- | ------------------------------ |
| Ontwerper | Thomas Fuhr                    |
| Motor     | Mercedes-Benz 2400 cc V8 (90°) |
| Banden    | Pirelli                        |

## Resultaten
| Resultaat                     |
| ----------------------------- |
| Winnaar                       |
| Tweede plaats                 |
| Derde plaats                  |
| Gefinisht (punten)            |
| Gefinisht (geen punten)       |
| Niet geklasseerd (NC)         |
| Uitgevallen (DNF)             |
| Niet gekwalificeerd (DNQ)     |
| Gediskwalificeerd (DSQ)       |
| Niet gestart (DNS)            |
| Gewond (INJ)                  |
| Uitgesloten (EX)              |
| Teruggetrokken (WD)           |
| Niet deelgenomen (blanco cel) |
| vetgedrukt (pole position)    |
| cursief (snelste ronde)       |

| Jaar | Chassis         | Motor                   | Banden | Coureurs           | 1   | 2   | 3   | 4   | 5   | 6   | 7   | 8   | 9   | 10  | 11  | 12  | 13  | 14  | 15  | 16  | 17  | 18  | 19  | 20  | Punten | WK-plaats |
| ---- | --------------- | ----------------------- | ------ | ------------------ | --- | --- | --- | --- | --- | --- | --- | --- | --- | --- | --- | --- | --- | --- | --- | --- | --- | --- | --- | --- | ------ | --------- |
| 2012 | Mercedes F1 W03 | Mercedes FO 108Z 2.4 V8 | P      |                    | AUS | MAL | CHN | BHR | ESP | MON | CAN | EUR | GBR | GER | HUN | BEL | ITA | SIN | JPN | KOR | IND | ABU | USA | BRA | 142    | 5e        |
| 2012 | Mercedes F1 W03 | Mercedes FO 108Z 2.4 V8 | P      | Michael Schumacher | DNF | 10  | DNF | 10  | DNF | DNF | DNF | 3   | 7   | 7   | DNF | 7   | 6   | DNF | 11  | 13  | 22  | 11  | 16  | 7   | 142    | 5e        |
| 2012 | Mercedes F1 W03 | Mercedes FO 108Z 2.4 V8 | P      | Nico Rosberg       | 12  | 13  | 1   | 5   | 7   | 2   | 6   | 6   | 15  | 10  | 10  | 11  | 7   | 5   | DNF | DNF | 11  | DNF | 13  | 15  | 142    | 5e        |

Red Bull RB8 ·
McLaren MP4-27 ·
Ferrari F2012 ·
Mercedes F1 W03 ·
Lotus E20 ·
Force India VJM05 ·
Sauber C31 ·
Toro Rosso STR7 ·
Williams FW34 ·
Caterham CT01 ·
HRT F112 ·
Marussia MR01